# Christine Axt-Piscalar
Christine Axt-Piscalar (* 12. Juni 1959 in Stadecken) ist eine deutsche lutherische Theologin. 
Axt-Piscalar war von 1984 bis 1994 Wissenschaftliche Mitarbeiterin von Wolfhart Pannenberg an der LMU München. 1990 promovierte sie in München zum Dr. theol. 1993 erfolgte in München die Habilitation. Von 1997 bis 2000 hatte sie den Lehrstuhl für Systematische Theologie an der Universität Basel inne. Seit 2000 ist sie Professorin für Systematische Theologie an der Georg-August-Universität Göttingen. 
Axt-Piscalar ist seit 1999 Mitglied des Ökumenischen Arbeitskreises evangelischer und katholischer Theologen und seit 2021 dessen Wissenschaftliche Leiterin von evangelischer Seite. Seit 2000 ist sie ordentliches Mitglied der Académie internationale des sciences religieuses. Sie gehört auch der Kammer für Theologie der Evangelischen Kirche in Deutschland sowie dem theologischen Ausschuss der Vereinigten Evangelisch-Lutherischen Kirche Deutschlands an. Hier amtiert sie seit 2010 als Vorsitzende. 
2017 erhielt sie ein Ehrendoktorat der Theologischen Fakultät der Albert-Ludwigs-Universität Freiburg „für ihre Verdienste um die christliche Dogmatik, besonders im Bereich der Gottes-, Freiheits- und Sündenlehre, für ihre Studien zur Religionstheorie und zum Transformationsprozess der evangelischen Glaubenslehre in der Neuzeit, sowie last but not least für ihr großes Engagement in der Ökumene im Dienste an der Einheit der christlichen Kirchen“.

## Schriften (Auswahl)
- Der Grund des Glaubens. Eine theologiegeschichtliche Untersuchung zum Verhältnis von Trinität und Glaube in der Theologie I. A. Dorners (= Beiträge zur historischen Theologie Band 79). Mohr, Tübingen 1990.
- Ohnmächtige Freiheit. Studien zum Verhältnis von Subjektivität und Sünde bei August Tholuck, Julius Müller, Sören Kierkegaard und Friedrich Schleiermacher (= Beiträge zur historischen Theologie, Band 94). Mohr Siebeck, Tübingen 1996.
- als Hrsg. mit Joachim Ringleben: Denker des Christentums UTB, Stuttgart 2004.
- Nahe im Wort. Predigten Reinhardt, Basel 2010.
- Was ist Theologie? Klassische Entwürfe von Paulus bis zur Gegenwart. UTB, Tübingen 2013.
- als Hrsg. mit Gunther Wenz: Forschungen zur Systematischen und Ökumenischen Theologie. Vandenhoeck und Ruprecht, Göttingen.